# Акахосі Такафумі
Акахосі Такафумі (яп. 赤星貴文, нар. 27 травня 1986, Фудзі) — японський футболіст, що грав на позиції півзахисника.
Виступав, зокрема, за клуби «Урава Ред Даймондс» та «Погонь» (Щецин).

## Ігрова кар'єра
У дорослому футболі дебютував 2005 року виступами за команду «Урава Ред Даймондс», у якій провів чотири сезони, взявши участь у 2 матчах чемпіонату. 
Згодом з 2008 по 2010 рік грав у складі команд «Міто Холліхок», «Монтедіо Ямагата», «Цвайген Канадзава» та «Металургс» (Лієпая).
Своєю грою за останню команду привернув увагу представників тренерського штабу клубу «Погонь» (Щецин), до складу якого приєднався 2011 року. Відіграв за команду зі Щецина наступні три сезони своєї ігрової кар'єри. Більшість часу, проведеного у складі щетинської «Погоні», був основним гравцем команди.
Протягом 2014—2019 років захищав кольори клубів «Уфа», «Погонь» (Щецин), «Ратчабурі», «Супханбурі» та «Фулад».
Завершив ігрову кар'єру у команді «Арема», за яку виступав протягом 2019 року.